# 25 Years of Disco-Pop
25 Years of Disco-Pop ("25 años de Disco-Pop", en español) es un álbum compilatorio de la carrera de Modern Talking compuesto de dos discos compactos, y fue lanzado al mercado en 22 de enero de 2010. Fue editado bajo el sello BMG y producido por Dieter Bohlen. Es una selección de los principales éxitos de los 12 álbumes de estudio de la carrera de Modern Talking, entre 1984 y 2003, más siete canciones extras en versiones remix.

## Lista de canciones

### Disco 1
| #   | Título                                                              | Tiempo |
| --- | ------------------------------------------------------------------- | ------ |
| 1.  | "You're My Heart, You're My Soul"                                   | 3:48   |
| 2.  | "Cheri Cheri Lady"                                                  | 3:45   |
| 3.  | "Brother Louie"                                                     | 3:41   |
| 4.  | "Geronimo's Cadillac"                                               | 3:16   |
| 5.  | "In 100 Years"                                                      | 3:57   |
| 6.  | "Jet Airliner"                                                      | 4:16   |
| 7.  | "You Can Win If You Want"                                           | 3:42   |
| 8.  | "Just We Two (Mona Lisa) "                                          | 3:54   |
| 9.  | "Atlantis Is Calling (S.O.S. for Love)"                             | 3:48   |
| 10. | "Sweet Little Sheila"                                               | 3:04   |
| 11. | "One In A Million"                                                  | 3:41   |
| 12. | "Give Me Peace On Earth"                                            | 4:12   |
| 13. | "Keep Love Alive (Long Vocal Mix)"                                  | 3:25   |
| 14. | "In 100 Years (Long Version Future Mix)"                            | 6:39   |
| 15. | "Brother Louie (Metro Clubmix)"                                     | 6:14   |
| 16. | "Lucky Guy (Special-Dj-Mix)"                                        | 8:19   |
| 17. | "You're My Heart, You're My Soul (Paul Masterson's Extended Remix)" | 7:17   |

La canción N.º 16 es interpretada por Ryan Simmons.
Todas las canciones fueras compuestas por Dieter Bohlen, excepto la canción 16 que fue escrita por Steve Benson.

### Disco 2
| #   | Título                                | Tiempo |
| --- | ------------------------------------- | ------ |
| 1.  | "TV Makes the Superstar"              | 3:44   |
| 2.  | "Sexy Sexy Lover"                     | 3:33   |
| 3.  | "You're My Heart, You're My Soul '98" | 3:49   |
| 4.  | "China In Her Eyes"                   | 3:46   |
| 5.  | "You Are Not Alone"                   | 3:41   |
| 6.  | "Brother Louie '98"                   | 3:35   |
| 7.  | "Don't Take Away My Heart"            | 3:54   |
| 8.  | "Ready for the Victory"               | 3:31   |
| 9.  | "Win the Race"                        | 3:35   |
| 10. | "Last Exit To Brooklyn"               | 3:16   |
| 11. | "No Face No Name No Number"           | 3:58   |
| 12. | "Mystery"                             | 3:32   |
| 13. | "Juliet"                              | 3:37   |
| 14. | "Higher Than Heaven (U-Max Mix)"      | 3:38   |
| 15. | "Space Mix '98"                       | 21:36  |

La canción 15, "Space Mix '98", es el megamix incluido en el álbum "Alone" de 1999, pero incluye tres temas más: "Hey You", "Heaven Will Know" y "You're My Heart, You're My Soul '98". Por eso dura cuatro minutos más.
Todas las canciones fueron compuestas por Dieter Bohlen.